# Psoralea digitata
Psoralea digitata är en ärtväxtart som beskrevs av John Torrey och Asa Gray. Psoralea digitata ingår i släktet Psoralea och familjen ärtväxter.

## Underarter
Arten delas in i följande underarter:
- P. d. digitata
- P. d. parvifolia